# Joseph Pilato
Joseph Pilato (Boston, Massachusetts, 1949. március 16. – Los Angeles, Kalifornia, 2019. március 24.) amerikai színész, szinkronszínész.

## Filmjei

### Mozifilmek
- Holtak hajnala (Dawn of the Dead) (1978)
- Effects (1980)
- Motorlovagok (Knightriders) (1981)
- A holtak napja (Day of the Dead) (1985)
- Gung Ho (1986)
- Végső leszámolás (Terminal Force) (1989)
- Szerelmes lövészek (Shooters) (1989)
- Börtönbolygó (Alienator) (1990)
- Empire of the Dark (1990)
- Szellemek háza (The Evil Inside Me) (1993)
- Married People, Single Sex (1994)
- Ponyvaregény (Pulp Fiction) (1994)
- A likvidátor (The Demolitionist) (1995)
- Fatal Passion (1995)
- Neon Signs (1996)
- Halálosztó (Wishmaster) (1997)
- Sötét igazság (Visions) (1998)
- Született szerelmesek (Music from Another Room) (1998)
- The Last Seduction II (1999)
- Digimon: Az igazi film (Digimon The Movie) (2000, hang)
- The Ghouls (2003)
- Valaki kopogtat az ajtón (Someone's Knocking at the Door) (2009)
- Night of the Living Dead: Darkest Dawn (2015, hang)
- Ihailed (2016)
- Parasites (2016)
- The Chair (2016)
- Shhhh (2018)
- Attack in LA (2018)

### Tv-sorozatok
- Nyughatatlan fiatalok (The Young and the Restless) (1986, egy epizódban)
- Vadnyugati fejvadász (The Adventures of Brisco County, Jr.) (1993, egy epizódban)
- BeetleBorgs (1996–1997, hang, 37 epizód)
- Digimon: Digital Monsters (1999–2001, hang, 14 epizódban)
- Digimon II. (2000–2001, hang, három epizódban)